# Aliatge de soldadura forta

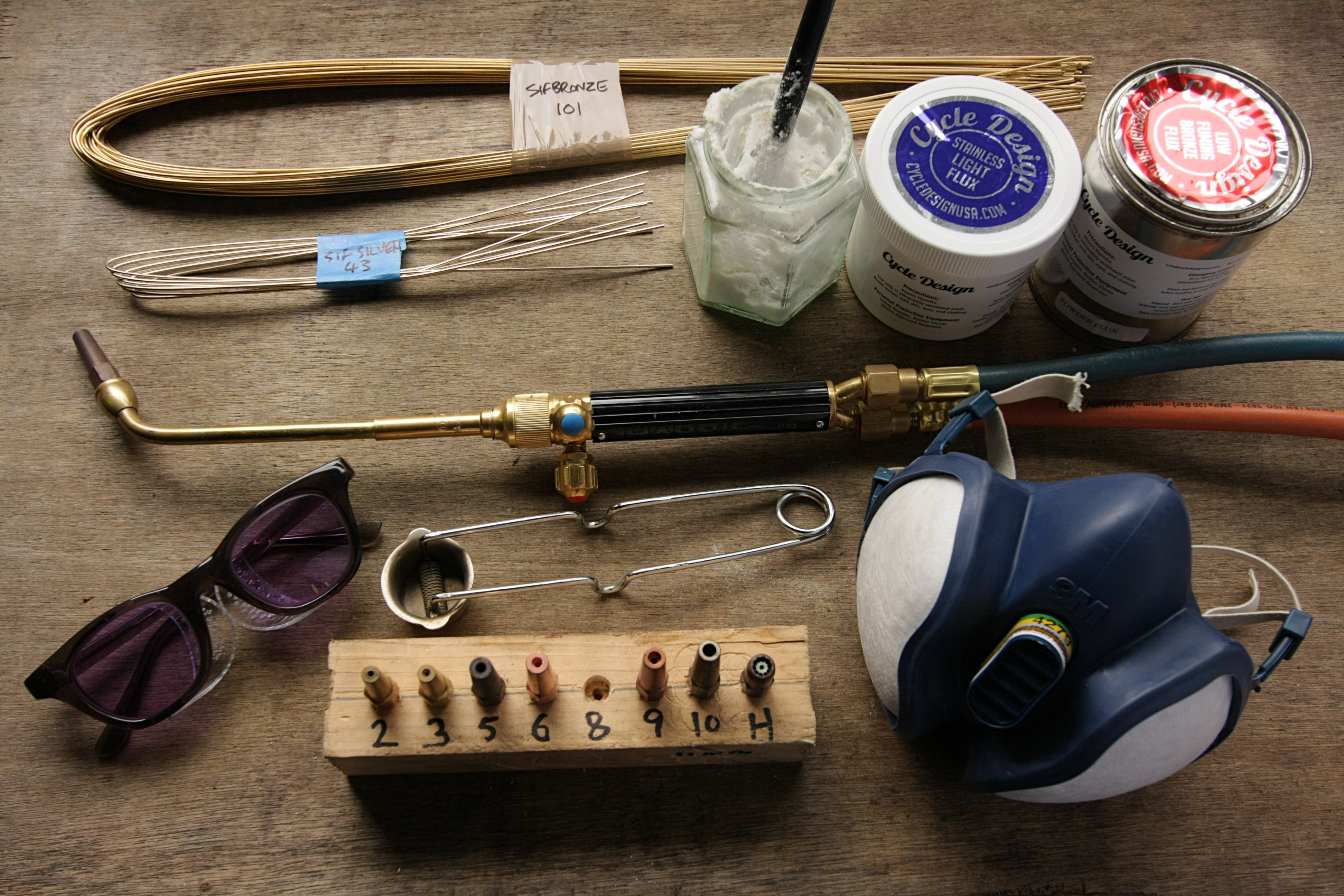
Elements de soldadura forta amb dos fils d'aliatge

Els aliatges de soldadura forta són uns aliatges de metall de rebliment fos amb una temperatura de fusió superior a 450° C però inferior a la temperatura de fusió dels metalls base. La soldadura forta és un procés que es caracteritza per la capil·laritat, on el material d'aportació flueix entre les peces a unir, creant una unió forta i duradora.

## Classificació
Els aliatges de soldadura forta es classifiquen segons la seva composició i aplicació:
1. Aliatges de plata: Contenen entre 18% i 99.9% de plata. Són ideals per unir coure amb acer, acer amb acer i llautó amb acer a causa de la seva alta resistència i ductilitat.
2. Aliatges fosforosos: Compostes per coure i fòsfor, amb un contingut d'argent del 0% al 18%. S'utilitzen principalment per a unions de coure amb coure i coure amb llautó.
3. Aliatges d'alumini: Inclouen combinacions com 4047, 78/22 i 98/2. Són adequades per a unions d'alumini amb alumini i alumini amb coure.

## Temperatura de fusió
El punt de fusió de l'aliatge d'aportació sempre és inferior a la dels metalls a unir. A causa de les altes temperatures de fusió dels aliatges d'aportació (entre 800 °C i 1100 °C) cal utilitzar l'equip de soldadura oxiacetilènica. També és necessari l'ús d'ulleres de protecció, guants i un davantal per protegir-se de les gotes que puguin sortir disparades.

## Procés de soldadura forta
El procés de soldadura forta implica diversos passos clau:
1. Preparació de les peces: Les superfícies han d'estar netes i lliures d'òxids. Es recomana una neteja química o mecànica per assegurar una bona adherència.
2. Aplicació del fundent: El fundent ajuda a prevenir l'oxidació i millora la fluïdesa del metall d'aportació. S'ha d'aplicar amb moderació i uniformement.
3. Escalfament: S'utilitza una font de calor adequada, com un bufador o un forn, per elevar la temperatura del metall d'aportació per sobre del seu punt de fusió.
4. Unió: El metall d'aportació fos flueix per capil·laritat entre les peces, creant una unió forta i homogènia.

## Exemples
Els aliatges de soldadura forta s'utilitzen en diverses indústries, incloent-hi l'automotriu, aeroespacial, i d'HVAC (calefacció, ventilació i aire condicionat). Són essencials per a la fabricació i reparació de components que requereixen unions fortes i resistents a altes temperatures.
Són necessàries pólvores desoxidants i que les superfícies que es volen unir estiguin ben netes.
- Soldadura de plaques de tungstè en eines de tall, portaeines o mànecs de broques.

## Avantatges
- Alta resistència: Les unions són tan fortes o més que els metalls base.
- Versatilitat: Permet unir una àmplia varietat de metalls i aliatges.
- Estanqueïtat: Proporciona unions hermètiques, ideals per contenir fluids.

## Conclusió
Els aliatges de soldadura forta són fonamentals en la indústria moderna, oferint solucions eficients i duradores per a la unió de metalls. La seva correcta aplicació i selecció són crucials per garantir la qualitat i resistència de les unions.
. Els metalls que es volen unir no es fonen; per soldar-los s'utilitza un aliatge d'aportació (llautó, aliatges de plata i d'alumini entre d'altres).